# Lukas Müllauer
Lukas Müllauer (* 3. Juli 1997 in St. Johann in Tirol) ist ein österreichischer Freestyle-Skifahrer. Er startet in den Disziplinen Halfpipe, Slopestyle und Big Air. Müllauer ist Sportler des Heeressportzentrums des Österreichischen Bundesheers. Seinen bisher größten Erfolg feierte er mit dem Gewinn der Silbermedaille bei den Freestyle-Skiing-Weltmeisterschaften 2023 im Big Air.

## Werdegang
Müllauer nahm im Januar 2014 in Mayrhofen erstmals am Europacup teil und belegte dabei den neunten Platz im Slopestyle. Es folgte jeweils ein dritter und ein zweiter Platz im Slopestyle am Vogel und zum Saisonende der dritte Platz in der Slopestylewertung im Europacup. Bei den Juniorenweltmeisterschaften 2014 in Chiesa in Valmalenco errang er den 23. Platz im Slopestyle und den 13. Rang in der Halfpipe. Im Januar 2015 kam er bei den Weltmeisterschaften am Kreischberg auf den 38. Platz im Slopestyle und auf den 21. Platz in der Halfpipe. Im Europacup holte er drei Siege im Slopestyle und gewann damit die Slopestylewertung. Im Februar 2015 startete er in Park City erstmals im Weltcup und errang dabei den 36. Platz im Slopestyle und den 22. Platz in der Halfpipe. Bei den Juniorenweltmeisterschaften 2015 in Chiesa in Valmalenco wurde er Siebter im Slopestyle und Sechster in der Halfpipe. Im März 2017 belegte er bei den Weltmeisterschaften in der Sierra Nevada die Plätze 42 (Slopestyle) und 13 (Halfpipe).
Müllauer wurde jeweils zweimal österreichischer Meister in der Halfpipe (2015, 2017), im Slopestyle (2016, 2017) und im Big Air (2016, 2017).
Am 16. März 2019 holte er beim FIS-Freestyle-Skiing-Weltcup im kanadischen Québec seinen ersten Weltcupsieg im Big Air, zugleich die erste Podiumsplatzierung überhaupt für einen Freeskier des ÖSV in dieser Disziplin.